# Broyelinie
De Broylinie zijn twee enkelsporige lokale spoorlijntrajecten die langs het riviertje de Broye vormen de verbinding tussen kanton Waadt en kanton Fribourg.

## Geschiedenis
De trajecten werden gebouwd door de Suisse Occidentale als volgt:
- Het traject van Murten naar Kerzers werd op 12 juni 1876 geopend
- Het traject van Palézieux via Payerne naar Murten werd op 25 augustus 1876 geopend
- Het traject van Payerne naar Fribourg werd op 25 augustus 1876 geopend
- Het traject van Yverdon naar Payerne werd op 1 februari 1877 geopend

## Trajecten
- Yverdon-les-Bains - Fribourg ook bekend als: Broye transversale
- Palézieux - Kerzers ook bekend als: Broye longitudinale

## Elektrische tractie
Het traject tussen Murten en Muntelier werd ten behoeve van de FMA tussen 23 juni 1903 en 12 augustus 1947 geëlektrificeerd met een spanning van tussen 750 en 900 volt gelijkstroom door middel van een stroomrail.
De trajecten werd tussen 1944 en 1947 geëlektrificeerd met een spanning van 15.000 volt 16 2/3 Hz wisselstroom.